# Wiesława Maciejak
Wiesława Maciejak (ur. 7 lutego 1942 w Skierniewicach, zm. 13 lutego 2022) – polska pisarka.

## Życiorys
Ukończyła Liceum Ogólnokształcące im. Bolesława Prusa w Skierniewicach (1959). Przez krótki okres pracowała przy obsłudze kolejowego telegrafu, a następnie jako pracownica biurowa w Powiatowej Przychodni Obwodowej przy ul. Wita Stwosza w Skierniewicach. Przeszła na emeryturę w 2002 r.

## Twórczość literacka
Była autorką utworów poetyckich, powieści i opowiadań, a także artykułów i felietonów publikowanych w lokalnej prasie. W swoich utworach często nawiązywała do historii Skierniewic. Współpracowała z kabaretem „Spóźniony Zapłon” jako autorka tekstów. Należała do Klubu Literackiego „Sopel” działającego przy Towarzystwie Przyjaciół Skierniewic. Pozycje książkowe:

### Poezja
- Poezje (2002, współautor: Wiesława Balcerska)[5]
- Moje niepokoje (2005)[6]
- Od jesieni do zimy (2016)[7]

### Proza
- Tak było w Skierniewicach (2004)[8]
- A życie się toczy (2013[9], 2016[10][11])
- Dawno temu nad Łupią (2016[12])
- Czas ucieka (2018)[13][14]

## Aktywność społeczna
Była związana ze skierniewickim oddziałem Związku Sybiraków, w którym pełniła funkcję prezesa. Należała do Stowarzyszenia Diabetyków oraz do Klubu Seniora "Zgoda" w Skierniewicach.

## Nagrody i wyróżnienia[1][17][18][19]
- I nagroda w Ogólnopolskim Konkursie na Pamiętnik Seniora (2004)
- Wyróżnienie w Ogólnopolskim Konkursie I Programu Polskiego Radia „Życie jest opowieścią” (2005)
- główna nagroda blogerek na Festiwalu Literatury Kobiecej w Siedlcach (2014)
- tytuł "Zasłużony dla Miasta Skierniewice" (2017)
- 2. nagroda na XI Wojewódzkim Przeglądzie Twórczości Dojrzałej Przystanek 60+ (2018)